# 卡内基梅隆大学澳大利亚分校
卡内基梅隆大学澳大利亚校区是卡内基梅隆大学的海因茨学院在2006年在南澳大利亚州的阿德莱德市中心设立的分校。2022年6月，该校区宣布将关闭。目前在校学生将继续毕业，但不再招收新生。从2006年到2022年，已有超过1200名学生在此完成学业。
在与卡内基梅隆大学校长贾里德·科恩（Jared Cohon）的谈判后，南澳大利亚州州长迈克·兰（Mike Rann）于2005年在匹兹堡宣布了在澳大利亚建立校区的计划。

## 设施和课程
校区的学生、教职员工来自亚太地区、美国、欧洲、拉丁美洲、非洲和中东等29多个国家。该大学提供两个硕士学位项目：公共政策与管理硕士（Master of Science in Public Policy and Management）， 和信息技术与管理硕士（Master of Science in Information Technology and Management）。 这两个项目根据学生的工作经验，可以选择12个月或21个月的学习周期，并且可以全日制或兼读。卡内基梅隆大学澳大利亚校区还为学生提供全球项目的机会，学生可以在匹兹堡校区和阿德莱德校区进行学习。
其他提供的项目包括针对高管和专业人士的高级管理教育项目，以及在商业智能和数据分析以及数字化转型方面的专业课程方面的特殊专业化课程。
2011年8月，软件工程研究所（SEI）在卡内基梅隆大学澳大利亚校区的阿德莱德启动了他们的亚太地区运营。通过这个地点，SEI计划向澳大利亚市场提供他们的高级课程和认证，并与当地公司和组织在软件开发和网络安全领域展开合作。
卡内基梅隆大学是第一所在澳大利亚开设校区的美国大学，尽管圣母大学参与了独立设立澳大利亚圣母大学。该大学选择在阿德莱德开设校区，作为南澳大利亚州政府建立澳大利亚首个国际大学区（位于阿德莱德市中心的维多利亚广场）愿景的一部分。该大学区位于城市中心的核心地带；卡内基梅隆大学澳大利亚校区与伦敦大学学院能源与资源学院（澳大利亚）、研究和政策研究所（包括托伦斯韧性研究所和澳大利亚社会创新中心）共同驻地，并且毗邻弗林德斯大学的城市设施。